# Dionsèra-Lobi
Ne doit pas être confondu avec Dionsèra-Birifor.
Dionsèra-Lobi est une localité située dans le département de Gaoua de la province du Poni dans la région Sud-Ouest au Burkina Faso.

## Géographie
Le nom du village fait référence à l'ethnie Lobi qui l'habite historiquement.

## Santé et éducation
Le centre de soins le plus proche de Dionsèra-Lobi est le centre hospitalier régional (CHR) provincial à Gaoua.